# Cadeia lateral
Uma cadeia lateral em química orgânica e em bioquímica é uma parte de uma molécula que é atacada por uma estrutura nuclear. Um grupo R é uma etiqueta genérica para uma cadeia lateral onde se pode fazer de tudo; entretanto, é tipicamente estável e ligada covalentemente com o átomo adjacente. Historicamente as abreviações R e grupo-R, que com frequência se referem à cadeia lateral.